# Eupithecia vulgata
Eupithecia vulgata là một loài bướm đêm thuộc họ Geometridae. Nó là một loài phổ biến khắp miền Cổ bắc, Cận Đông và bắc châu Phi.
Sải cánh dài 18–21 mm. Mỗi năm có hai lứa with adults on the wing vào tháng 5 và tháng 6 và một lần nữa vào tháng 8 . The species flies at night và is attracted to light.
Ấu trùng ăn a variety của thực vật (see list below). The species overwinters as a pupa.
1. ^  Mùa bay đề cập đến British Isles. Mùa bay có thể khác ở phạm vi phân bố khác.

## Hình ảnh

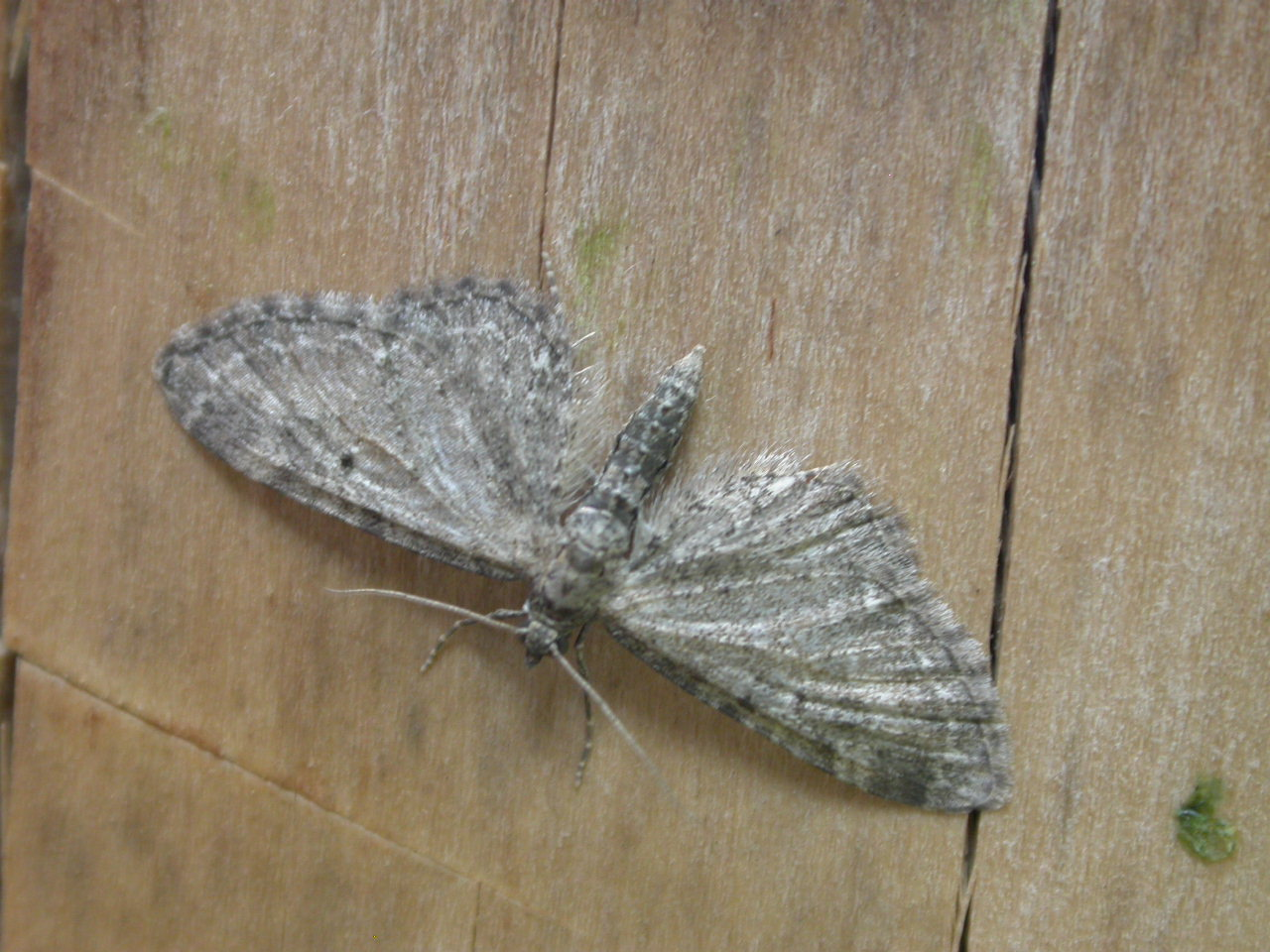
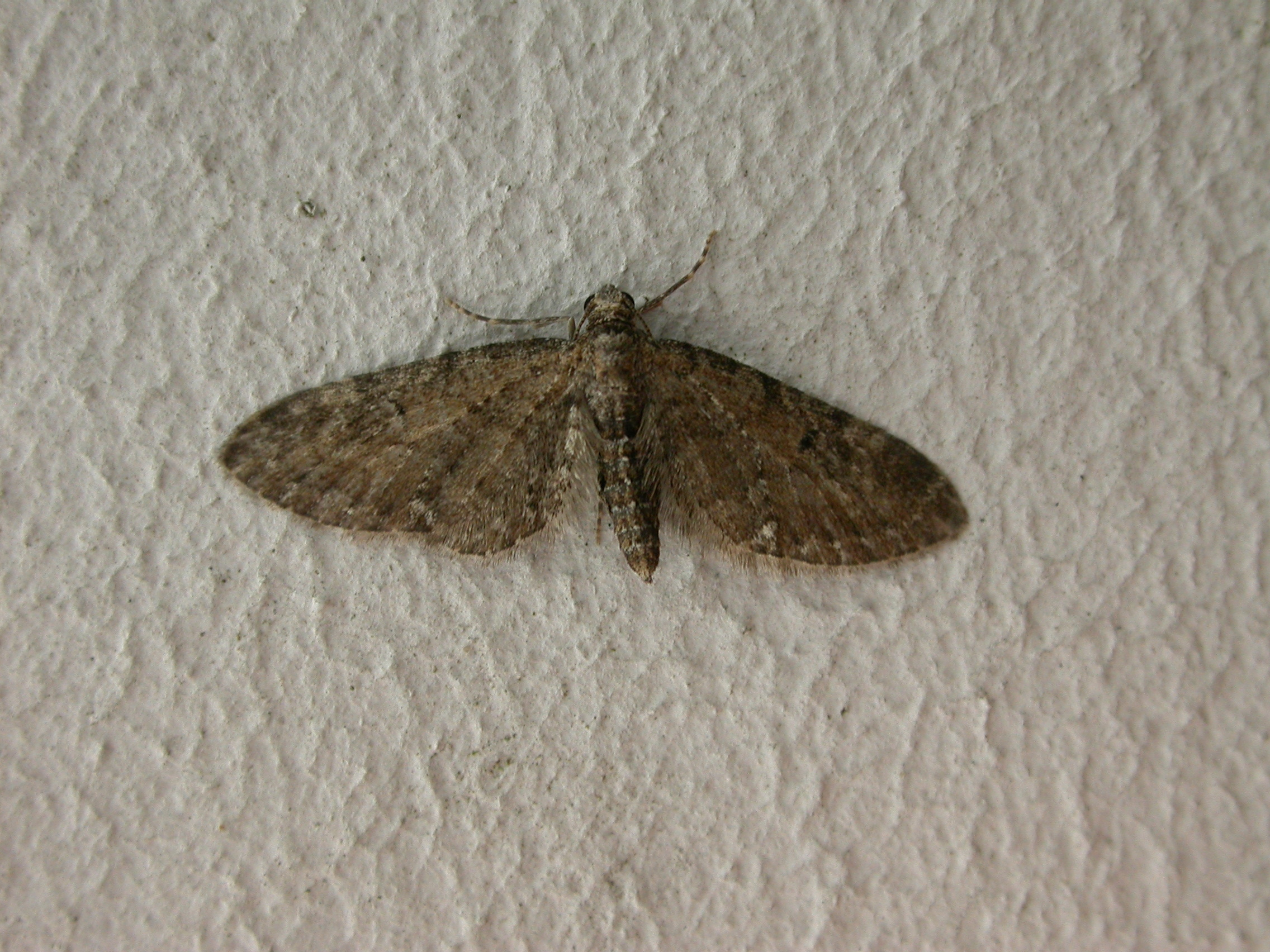
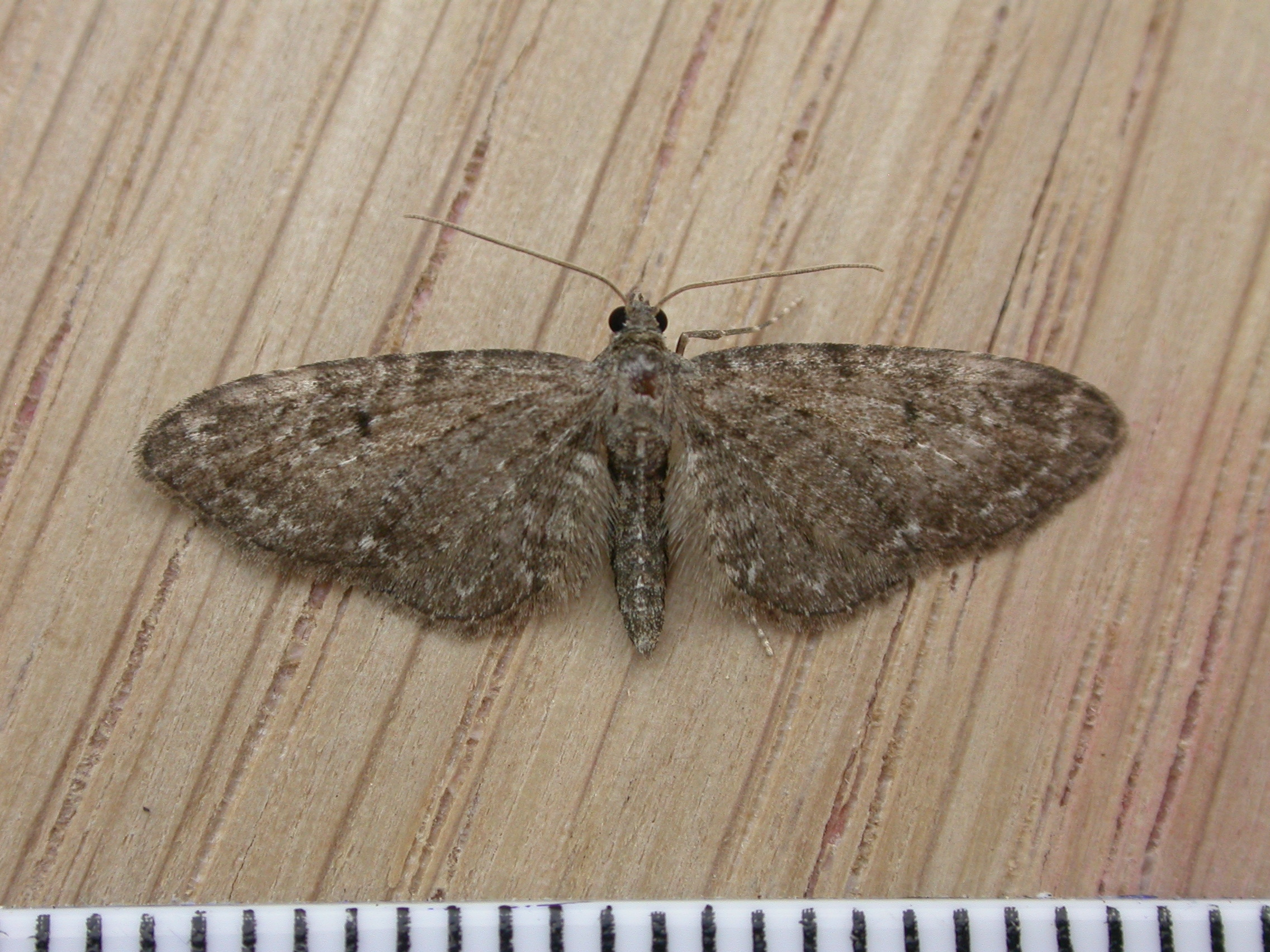
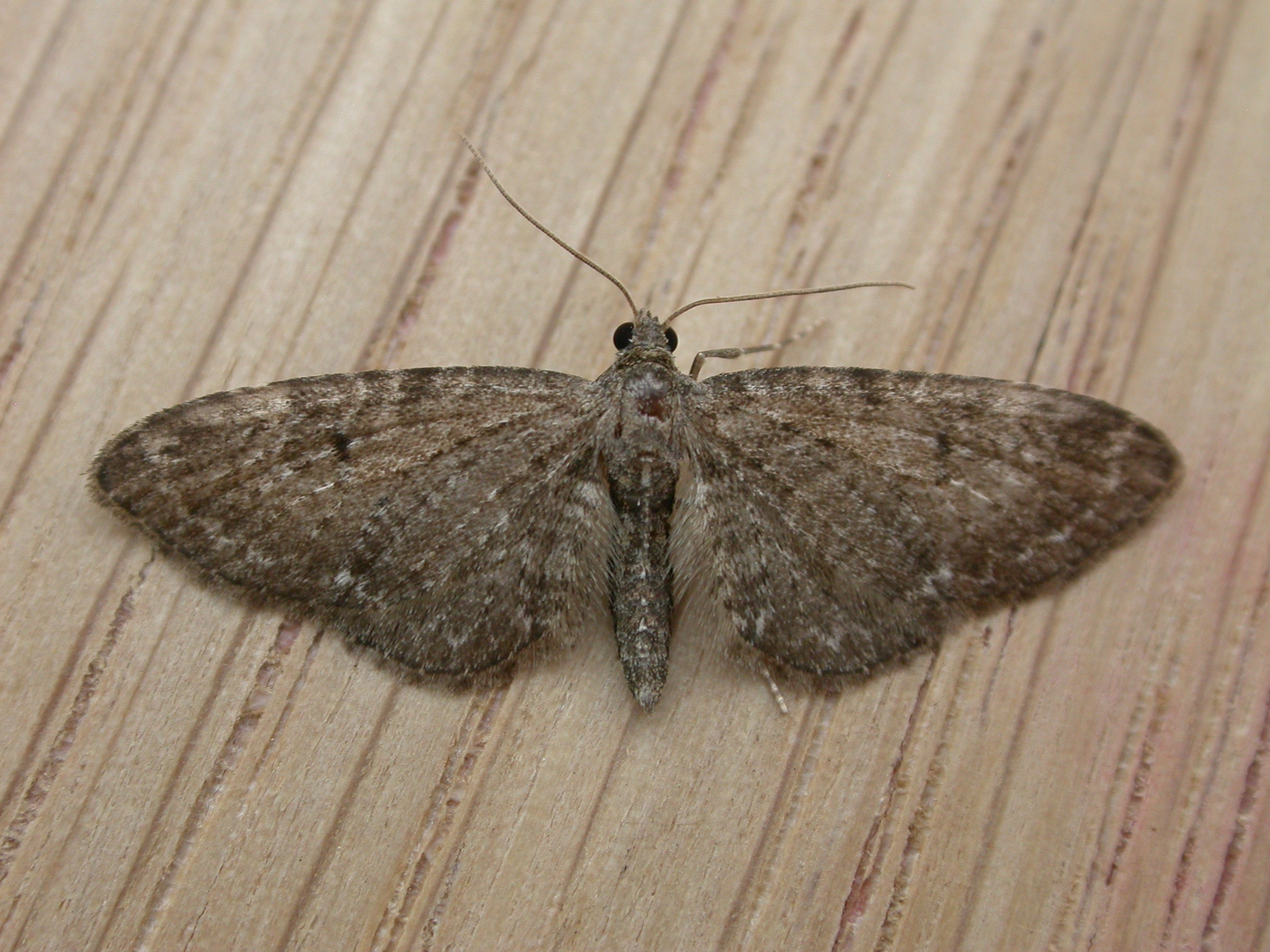

## Cây chủ
- Achillea
- Artemisia
- Campanula
- Centaurea
- Crataegus
- Galium
- Salix
- Senecio
- Solidago
- Vaccinium

## Phụ loài
- E. v. cyrneata
- E. v. vulgata